# Pidre (Palas de Rey)
Pidre (llamada oficialmente Santa María de Pidre) es una parroquia y una aldea española del municipio de Palas de Rey, en la provincia de Lugo, Galicia.

## Organización territorial
La parroquia está formada por seis entidades de población, constando cinco de ellas en el nomenclátor del Instituto Nacional de Estadística español:

### Entidades de población
Entidades de población que forman parte de la parroquia:
- Chorexe
- Laxe
- Outeiro
- Pidre
- Pontemerced (A Ponte Mercé)

### Despoblado
Despoblado que forma parte de la parroquia:
- Frádegas

## Demografía

### Parroquia
| Gráfica de evolución demográfica de Pidre (parroquia) entre 2000 y 2020 |
|                                                                         |
| Datos según el nomenclátor publicado por el INE.                        |

### Aldea
| Gráfica de evolución demográfica de Pidre (aldea) entre 2000 y 2020 |
|                                                                     |
| Datos según el nomenclátor publicado por el INE.                    |